# Nir Jisra'el
Nir Jisra'el (hebrejsky נִיר יִשְׂרָאֵל, doslova „Jisra'elova louka“, v oficiálním přepisu do angličtiny Nir Yisra'el) je vesnice typu mošav v Izraeli, v Jižním distriktu, v Oblastní radě Chof Aškelon.

## Geografie
Leží v nadmořské výšce 41 metrů v pobřežní nížině, v regionu Šefela. Podél západní strany obce protéká vádí Nachal Evta.
Obec se nachází 7 kilometrů od břehu Středozemního moře, cca 44 kilometrů jihojihozápadně od centra Tel Avivu, cca 57 kilometrů jihozápadně od historického jádra Jeruzalému a 7 kilometrů severovýchodně od města Aškelon. Nir Jisra'el obývají Židé, přičemž osídlení v tomto regionu je etnicky převážně židovské.
Nir Jisra'el je na dopravní síť napojen pomocí dálnice číslo 3.

## Dějiny
Nir Jisra'el byl založen v roce 1949. Konkrétně 23. listopadu 1949. Šlo o jednu z prvních židovských vesnic zřízených v tomto regionu. Zakladateli mošavu byli zejména Židé z Evropy, kteří přežili holokaust. Na vzniku osady se podíleli členové mládežnického hnutí ha-No'ar ha-cijoni.
Mělo jít o zemědělskou osadu orientovanou na produkci mléka, chov drůbeže a pěstování citrusů. Místní ekonomika je stále zčásti založena na zemědělství.
Mošav je pojmenován podle Jisra'ele Tibera, který věnoval Židovskému národnímu fondu velkou finanční částku. V obci funguje obchod se smíšeným zbožím, sportovní areály a společenské centrum.

## Demografie
Podle údajů z roku 2014 tvořili naprostou většinu obyvatel v Nir Jisra'el Židé (včetně statistické kategorie "ostatní", která zahrnuje nearabské obyvatele židovského původu ale bez formální příslušnosti k židovskému náboženství).
Jde o menší obec vesnického typu s dlouhodobě rostoucí populací. K 31. prosinci 2014 zde žilo 856 lidí. Během roku 2014 populace stoupla o 3,6 %.
| Rok            | 1961 | 1972 | 1983 | 1995 | 2001 | 2003 | 2004 | 2005 | 2006 | 2007 | 2008 | 2009 | 2010 | 2011 | 2012 | 2013 | 2014 |
| -------------- | ---- | ---- | ---- | ---- | ---- | ---- | ---- | ---- | ---- | ---- | ---- | ---- | ---- | ---- | ---- | ---- | ---- |
| Počet obyvatel | 289  | 242  | 321  | 407  | 559  | 612  | 650  | 670  | 689  | 708  | 735  | 759  | 783  | 827  | 833  | 826  | 856  |